# Žrnov
Žrnov (în sârbă Жрнов) sau Žrnovan (în sârbă Жрнован) a fost o fortăreață medievală construită pe vârful cel mai înalt al Muntelui Avala (511 m) de la marginea sud-estică a Belgradului (Serbia). Romanii antici au construit în vârful muntelui un avanpost, pe care sârbii l-au extins mai târziu și l-au transformat într-o fortăreață. A fost demolată complet în 1934 pentru a fi construit acolo Monumentul Eroului Necunoscut.

## Istorie

### Perioada antică
Muntele Avala avea depozite de minereuri, în special minereuri de plumb, mercur și cinabru, dar activitățile miniere datează din perioada preantică. Arheologul Miloje Vasić credea că minele vaste de cinabru (sulfură de mercur) de pe muntele Avala au avut un rol important în dezvoltarea pe malurile Dunării a culturii Vinča în jurul anului 5700 î.Hr. Coloniștii din Vinča au topit cinabrul și l-au folosit în metalurgie. Primii mineri de pe muntele Avala înregistrați în istorie au fost membrii tribului celtic al scordiscilor și se crede că ei au construit primul avanpost în vârful muntelui.

### Perioada romană
Partea superioară a muntelui Avala s-a dovedit a fi potrivită pentru construcție, astfel încât romanii au construit acolo un avanpost fortificat, probabil pe temeliile celui celtic, mai vechi. În afara rolului de supraveghere și control al drumurilor de acces către orașul Singidunum, predecesorul Belgradului, avanpostul era important, de asemenea, pentru protejarea minelor de pe munte, care erau exploatate de romani. Primul avanpost se afla la aproximativ 100 metri (330 ft) sub vârful muntelui.
După efectuarea celei de-a doua serii de explozii în cursul demolării cetății din 1934, a fost descoperit un strat de construcție din perioada romană. El conținea un rezervor cu apă potabilă și un cuptor pentru coacerea pâinii.

### Perioada medievală

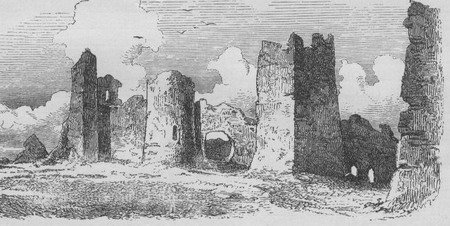
Un desen al cetății Žrnov, realizat de Felix Philipp Kanitz în a doua jumătate a secolului al XIX-lea

Nu există mențiuni documentare care să confirme că avanpostul a fost folosit de bizantini. În prima jumătate a secolului al XV-lea, în timpul domniei despotului sârb Ștefan Lazarević, avanpostul a fost extins și transformat într-o fortăreață medievală. Informațiile cu privire la acest fort sunt puține. Atunci când naturalistul și călătorul german Felix Philipp Kanitz a vizitat zona în a doua jumătate a secolului al XIX-lea, el a realizat mai multe desene ale cetății Žrnov și a scris că „împărați sârbi” au construit fortul medieval pe temeliile avanpostului roman din vârful muntelui, fără a specifica care au fost acei „împărați” și când au construit fortul. În Evul Mediu, cinabrul a fost folosit pentru picturile în frescă și a fost exportat în Grecia. Fortăreața lărgită a devenit cunoscută sub numele de Žrnov Grad („Orașul Žrnov”). Se crede că numele ei provenea de la pietrele mari folosite pentru zdrobirea minereurilor, care sunt numite žrvanj în limba sârbă. Muntele Avala însuși a fost numit Žrnovica în Evul Mediu.
Otomanii au cucerit fortul în 1442 și au extins și consolidat meterezele de pe laturile de est și de sud, la ordinul lui Hadım Șehabeddin, beilerbeiul eunuc al Eyaletului Rumeliei. Despotatul Sârb a fost restaurat prin Pacea de la Szeged (1444), iar otomanii au fost nevoiți să se retragă din cetățile fortificate: Golubăț, Kruševac, Novo Brdo și Žrnov.

### Perioada otomană

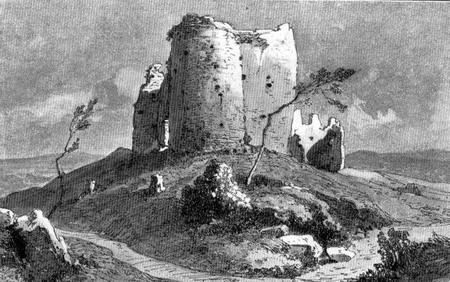
Un alt desen al cetății Žrnov, realizat de Kanitz

După ce atât comandantul militar maghiar Iancu de Hunedoara, cât și despotul sârb Đurađ Branković au murit în 1456, otomanii au atacat din nou Serbia și au ocupat fortul în 1458 și întreaga Serbia în 1459, dar nu au reușit să captureze Belgradul, care a fost stăpânit de unguri. Hadım Șehabeddin l-a extins din nou și l-a consolidat în scopul pregătirii atacului asupra Belgradului. Prin extinderea zidurilor și a meterezelor și construirea șanțului uscat, otomanii au transformat fortul în punctul de pornire al incursiunilor de hărțuire constantă a apărătorilor maghiari ai Belgradului. Otomanii au început să numească fortul havala, ceea ce înseamnă obstacol, și acesta a făcut ca întregul munte să fie numit Avala. Unul dintre cronicarii sârbi care au supraviețuit a afirmat că „din ruinele micului oraș medieval Žrnov, care a fost numit Avala, turcii au construit un turn al prădătorilor, acoperit cu plumb. De acolo, ei au guvernat împrejurimile Belgradului, care au devenit aproape complet pustii”. Folosind artileria, maghiarii au încercat să captureze cetatea Žrnov în 1515, dar au fost învinși într-o luptă decisivă, pierzând toată artileria grea. O altă mențiune documentară sârbă din 6 mai 1515 menționează bătălia și fortul, deja numit acum Avala: разби Балиль бегь Јаноша хердељскога војеводу подь Хаваломь („Bali-beg l-a învins pe Ioan al Transilvaniei la poalele muntelui [H]avala”).
Cu toate acestea, otomanii nu au reușit să cucerească Belgradul în următoarele șase decenii. În cele din urmă, ei au ocupat Belgradul în 1521 și, după aceea, fortul și-a pierdut importanța strategică. Totuși, călătorul otoman Evliya Çelebi, care a vizitat regiunea în anii 1660, a descris Žrnovul drept unul dintre cele mai importante șase forturi din Serbia. Nu se cunoaște momentul precis când a avut loc abandonarea fortului, dar ultima garnizoană a părăsit fortul probabil în secolul al XVIII-lea, când a încetat, de altfel, întreținerea edificiului. Porča din Avala, o figură mitică sărbătorită în cântecele populare, a locuit în oraș potrivit legendei.

### Primul Război Mondial

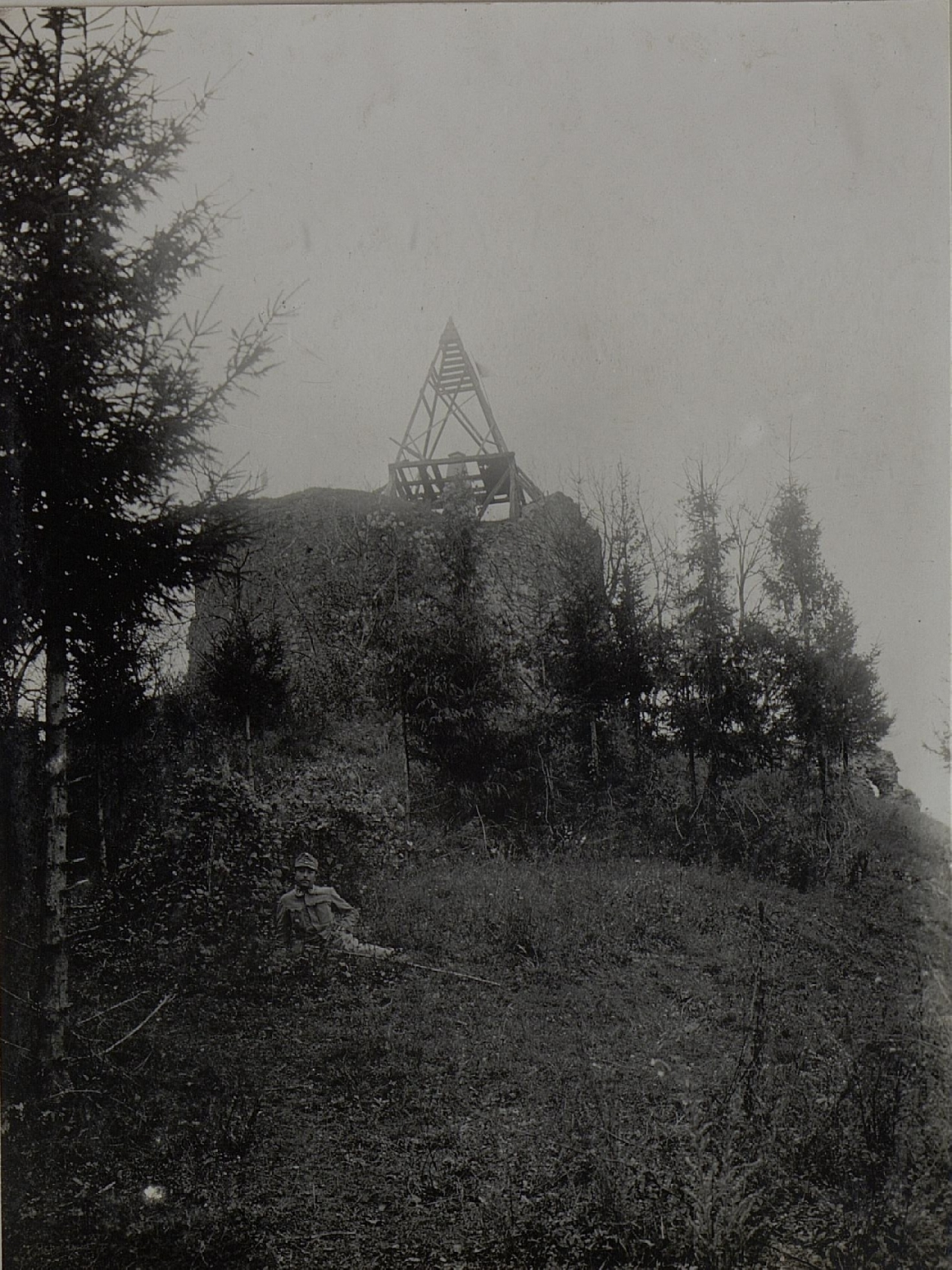
Žrnov în octombrie 1915, după luptă

În noaptea de 13/14 octombrie 1915 o unitate mixtă de apărători ai Belgradului a rezistat pe linia Avala-Zuce în fața ofensivei comune austro-ungară și germană. Brigada 9 Munte austro-ungară a Diviziei 59 a înaintat pe muntele Avala la 16 octombrie 1915, încercând să-i alunge pe militarii sârbi care apărau muntele. Trupele austro-ungare au fost întărite cu o jumătate de batalion german. Cu toate acestea, un batalion sârb a apărat cu succes vârful Avala împotriva atacului batalioanelor austro-ungare din regimentele 49 și 84, ajutate de militari din Regimentul 204 infanterie de rezervă al Armatei Germane. În aceeași zi, Comandamentul Apărării Belgradului a ordonat retragerea pe noile poziții, astfel că, la 17 octombrie, forțele invadatoare au ajuns în porțiunea sudică a muntelui Avala, cucerind întregul munte. Militarii lor i-au îngropat apoi pe ostașii sârbi care au fost uciși în luptă. În vale, la poalele cetății Žrnov, pe mormântul unuia dintre ei, ei au așezat o cruce de lemn cu următoarea inscripție în limba germană: „Un soldat sârb necunoscut”.

## Caracteristici
Žrnov era alcătuit din două secțiuni: Gornji Grad sau Mali Grad (Orașul de Sus sau Orașul Mic) și Donji Grad (Orașul de Jos). Orașul de Sus era format din vechea fortăreață sârbă, cu unele adăugiri otomane din 1442. Un șanț uscat care a fost săpat în 1458 separa Orașul de Sus de Orașul de Jos. Baza cetății avea forma unui pentagon regulat, aliniat pe direcția nord-vest-sud-est. Cetatea ocupa zona în care se află astăzi Monumentul Eroului Necunoscut. Orașul de Jos conținea mai ales ziduri de protecție, care urmau conturul versantului muntelui. și era o continuare directă a Orașului de Sus.
Zidul nord-vestic era de fapt un turn fortificat masiv, care avea forma unui semicerc neregulat. El servea ca un scut de protecție, întrucât era orientat de pe creastă în jos, blocând cel mai ușor drum de acces către fortăreață. În acest loc se află astăzi scări care fac legătura între locul unde este ridicat steagul și monument. Meterezele se întindeau de la turnul fortificat către vârf, unde erau construite două turnuri în formă de semicerc, amplasate în poziții opuse unul față de celălalt. De acolo, zidurile se îngustau spre secțiunea sud-estică a meterezelor. În centrul acestui teren plan se afla un alt turn în formă de semicerc, în timp ce în vârful sudic al pentagonului era un turn de poartă pătrat.
Zidurile care înconjurau Orașul de Jos, delimitându-l în mod efectiv, începeau de la turnul fortificat din sud-vest, urmau o direcție sub formă de semicerc spre sud, unde continuau spre sud-est, urmând panta. După acel loc, zidul se întindea aproape în linie dreaptă spre nord-vest, până când se unea cu zidul Orașului de Sus. Acolo era un alt șanț uscat care înconjura întreaga fortăreață, urmărind îndeaproape forma zidurilor exterioare. Poarta de intrare în fortăreață era situată în punctul sud-vestic al meterezelor, în poziția centrală a secțiunii sub formă de semicerc.

### Dezvoltare
Cea mai veche parte a complexului medieval era Orașul de Sus (Mic), fără cele două turnuri de pe zidul de sud-est. El a fost construit în Serbia Medievală, dar nu se cunoaște data exactă. În anul 1442 otomanii au consolidat zidul estic de la turnul sub formă de semicerc până la meterezele sud-estice. Ulterior a fost construit zidul de protecție exterior și a fost săpat un șanț uscat în jurul acestuia după 1458. Suprafața completă ocupată de complexul fortificat era de 3,500 metri pătrați (37,67 sq ft).

## Monumentul soldatului necunoscut

### Origine
La sfârșitul anului 1920 un subiect de știri popular în Serbia a fost înmormântarea „soldatului necunoscut” francez în Panthéon. Crucea comemorativă existentă din 1915 era cunoscută în acea vreme doar localnicilor și turiștilor care vizitau muntele Avala. În prima jumătate a anului 1921 a fost lansată o inițiativă de construire acolo a unui monument comemorativ mai impunător. La 24 iunie 1921 președintele Adunării Constituționale, Ivan Ribar, i-a convocat pe demnitarii de stat într-o ședință care avea pe ordinea de zi construirea unui monument pe muntele Avala și s-a decis că viitorul monument va fi „impunător ... dar simplu”.
Primul pas a fost să se stabilească dacă în mormântul de sub crucea de lemn era înmormântat într-adevăr un soldat sârb. Comisia a efectuat o exhumare la 23 noiembrie 1921. Sub craniu au fost găsite părți ale unui obuz, aproape ca o pernă, în timp ce partea stângă a pieptului era lovită de o explozie, astfel încât se estimează că a fost ucis de un obuzier austro-ungar, în timp ce se afla de veghe. El a fost aparent îngropat în craterul format de explozia obuzului care l-a ucis, chiar sub cetatea Žrnov. Soldatul nu avea o insignă de identitate, ceea ce sugerează că fie era membru al regimentelor formate în urma celei de-a treia mobilizări (cu soldați cu vârsta mai mare de 38 de ani), fie a fost recrutat chiar înainte de luptă, ceea ce este probabil corect, întrucât scheletul aparține unui bărbat foarte tânăr, nu mai mare de 19-20 de ani. S-a spus că craniul lui era „mic, ca al unui băiat” și că scheletul era mic, aparținând unui băiat mic de statură. Unele surse susțin că el avea de fapt doar 15 ani. Pe baza celorlalte descoperiri din mormânt, comisia a ajuns la concluzia că rămășițele aparțin unui soldat sârb și l-au înmormântat, împreună cu resturile obuzului, în timp ce bunurile sale personale au fost aduse pentru păstrare în cabinetul președintelui Adunării Constituționale.
Monumentul a fost construit în perioada 1 aprilie - 1 iunie 1922 chiar lângă locul unde a fost amplasată crucea anterioară dedicată soldatului necunoscut. Baza monumentului era un piedestal pătrat pe două niveluri, cu o piramidă obișnuită, cu patru fețe, confecționată din piatră șlefuită grosolan. Piramida avea o bază de 3x3 m și o înălțime de 5 m. Patru jardiniere se aflau de fiecare parte a piramidei, cu răsaduri de cimișir. Ele aveau formă hexagonală și erau, de asemenea, confecționate din piatră șlefuită grosolan. Deasupra piramidei era amplasată o cruce cu șase brațe. Pe partea de est a piedestalului a fost așezată o placă cu inscripția: „Acest monument dedicat eroilor căzuți în războaiele pentru eliberare și unire din 1912-1918 a fost ridicat de populația recunoscătoare a districtului Vračar. Dezvelit la 1 iunie 1922”. Pe cealaltă trei părți există inscripții simple: „cruce (făcută) din marmură de Carrara”. Pe partea de vest a brațului orizontal al crucii se afla următoarea inscripție: „Soldat sârb necunoscut, confirmat de comisie la 29 noiembrie 1921”. Monumentul era înconjurat de 16 stâlpi mici din piatră, câte 4 pe fiecare parte, legați între ei cu lanțuri. Rămășițele soldatului necunoscut au fost amplasate într-un sicriu metalic și încastrate în monument, împreună cu cutia mică din lemn vopsită în culorile steagului sârb care conținea resturile obuzului și rămășițele altor trei soldați neidentificați care au fost descoperite la poalele muntelui Avala.
La 28 iunie 1938, când s-a încheiat construcția noului monument, rămășițele soldatului necunoscut au fost luate din sicriul vechi, spălate în vin alb, înfășurate în lenjerie albă și introduse într-un sicriu metalic nou, care a fost mutat în cripta din interiorul noului monument. Rămășițele celorlalți trei soldați au fost amplasate în osuarul memorial din Cetatea Belgradului. Obiectele personale ale soldatului necunoscut au fost predate Muzeului Militar, aflat tot în Cetate, dar au dispărut ulterior. Vechiul monument a fost demolat complet, cu excepția crucii cu șase brațe care a fost mutată în curtea Bisericii „Sf. Maria Magdalena” din Beli Potok, de la poalele muntelui Avala, unde se mai află și în prezent.

## Monumentul nou

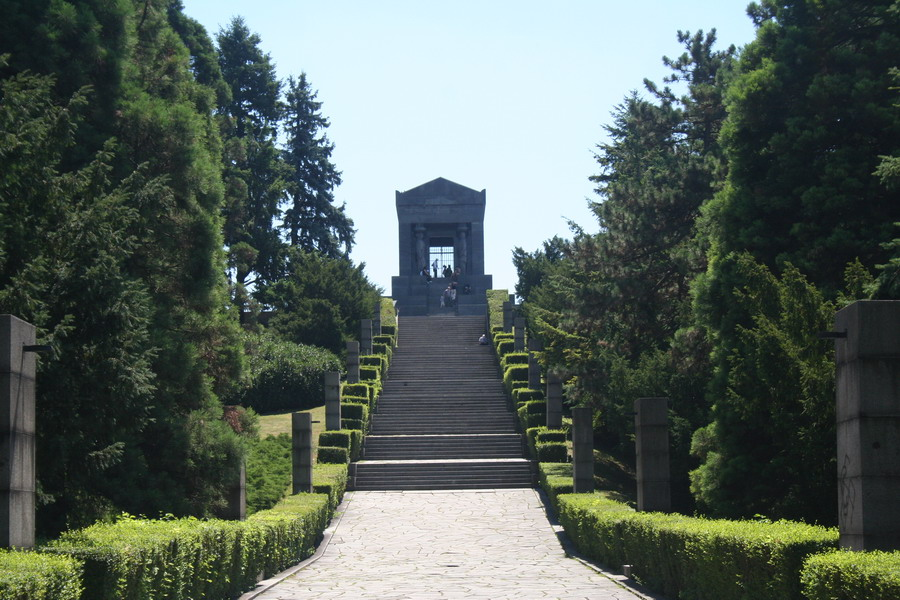
Monumentul Eroului Necunoscut, construit în partea de sus a muntelui Avala, unde s-a aflat cetatea Žrnov

Construcția noului monument a fost comandată de regele Alexandru pentru a comemora victimele Războaielor Balcanice (1912–1913) și Primului Război Mondial (1914-1918). Monumentul a fost proiectat de sculptorul croat Ivan Meštrović, iar inginerul principal a fost Stevan Živanović. Regele Alexandru I al Iugoslaviei a pus piatra de temelie a noului monument la 28 iunie 1934.

### Demolarea vechii cetăți
Rămășițele fortificațiilor au fost demolate prin dinamitare în 1934, pentru a curăța terenul pe care urma să fie construit noul monument, complexul memorial cu scop de mausoleu.
Construirea noului monument nu a fost lipsită de controverse. Publicul s-a opus demolării vechii cetăți Žrnov, iar unul dintre cei mai vocali critici ai proiectului a fost scriitorul Branislav Nušić. El a susținut, de asemenea, că monumentul este atât de îndepărtat de Belgrad, încât cetățenii nu se pot deplasa acolo pentru a-i omagia pe eroii căzuți. Nušić a scris: „la Avala merg doar bărbații bogați care au automobile, aducându-și amantele cu ei”. Cu toate acestea, regele Alexandru a vrut cu îndârjire să construiască acel monument în vârful muntelui Avala, afirmându-și deschis voia prin cuvintele „acolo sau nicăieri”, în timp ce Nušić a propus ca monumentul să fie construit într-una dintre piețele centrale ale orașului, Piața Republicii, aflată în apropierea centrului comercial modern Staklenac. În mod ironic, în acea porțiune a pieței, cunoscută astăzi drept Platoul Zoran Đinđić, a fost construit ulterior monumentul lui Branislav Nušić.
Demolarea cetății a început la 18 aprilie 1934 și a durat două zile, fiind necesare trei serii de explozii, întrucât cetatea era rezistentă, masivă și bine conservată. Nu s-a păstrat nimic din vechiul edificiu. Istoricii nu au putut să explice de ce regele Alexandru a insistat atât de mult să distrugă atât vechiul monument, cât și cetatea Žrnov și să construiască noul monument în același loc. Regele a fost asasinat la Marsilia la 9 octombrie 1934, la trei luni și jumătate de la punerea pietrei de temelie, iar noul monument a fost finalizat la 28 iunie 1938. Astăzi nu mai există resturi vizibile ale cetății Žrnov.